# Leiurus gubanensis
Espèce
Leiurus gubanensis est une espèce de scorpions de la famille des Buthidae.

## Distribution
Cette espèce est endémique du Somaliland en Somalie. Elle se rencontre vers Maid et Berbera.

## Description
Le mâle holotype mesure 71 mm et la femelle paratype 92,11 mm.

## Étymologie
Son nom d'espèce, composé de guban et du suffixe latin -ensis, « qui vit dans, qui habite », lui a été donné en référence au lieu de sa découverte, le Guban.

## Publication originale
- Kovařík & Lowe, 2020 : « Scorpions of the Horn of Africa (Arachnida: Scorpiones). Part XXIV. Leiurus (Buthidae), with description of Leiurus gubanensis sp. n. » Euscorpius, no 309, p. 1-19 (texte intégral).